# Dyskografia Major Lazer
Dyskografia Major Lazer – amerykańsko-jamajskiego (dawniej amerykańsko-brytyjskiego) projektu muzycznego składa się z trzech albumów studyjnych, trzech minialbumów, czterech albumów remiksowych, pięciu mikstejpów oraz siedemnastu singli (w tym jeden z gościnnym udziałem).

## Albumy studyjne
| Rok                                                     | Dane dot. albumu                                                                                              | Pozycje na listach przebojów | Pozycje na listach przebojów | Pozycje na listach przebojów | Pozycje na listach przebojów | Pozycje na listach przebojów | Pozycje na listach przebojów | Pozycje na listach przebojów | Pozycje na listach przebojów | Pozycje na listach przebojów | Pozycje na listach przebojów | Pozycje na listach przebojów | Pozycje na listach przebojów | Pozycje na listach przebojów | Pozycje na listach przebojów | Pozycje na listach przebojów | Pozycje na listach przebojów | Pozycje na listach przebojów |
| Rok                                                     | Dane dot. albumu                                                                                              | AUS                          | AUT                          | BEL (FL)                     | BEL (WA)                     | DEN                          | FIN                          | FRA                          | GER                          | ITA                          | NED                          | NOR                          | NZL                          | SPA                          | SWE                          | SWI                          | UK                           | US                           |
| ------------------------------------------------------- | --- | ---------------------------- | ---------------------------- | ---------------------------- | ---------------------------- | ---------------------------- | ---------------------------- | ---------------------------- | ---------------------------- | ---------------------------- | ---------------------------- | ---------------------------- | ---------------------------- | ---------------------------- | ---------------------------- | ---------------------------- | ---------------------------- | ---------------------------- |
| 2009                                                    | Guns Don’t Kill People... Lazers Do - Wydany: 16 czerwca - Wytwórnia: Downtown - Format: CD, digital download | –                            | –                            | 95                           | –                            | –                            | –                            | –                            | –                            | –                            | –                            | –                            | –                            | –                            | –                            | –                            | –                            | 169                          |
| 2013                                                    | Free the Universe - Wydany: 16 kwietnia - Wytwórnia: Secretly Canadian - Format: CD, digital download         | 5                            | 53                           | 9                            | 43                           | 18                           | –                            | 34                           | 88                           | –                            | 17                           | –                            | 23                           | –                            | –                            | 45                           | 34                           | 34                           |
| 2015                                                    | Peace Is the Mission - Wydany: 1 czerwca - Wytwórnia: Mad Decent - Format: digital download                   | 5                            | 32                           | 9                            | 23                           | 5                            | 3                            | 11                           | 40                           | 26                           | 13                           | 3                            | 17                           | 71                           | 4                            | 11                           | 25                           | 12                           |
| 2017                                                    | Lazerism - Wytwórnia: Mad Decent - Format: digital download                                                   | Nie wydany                   | Nie wydany                   | Nie wydany                   | Nie wydany                   | Nie wydany                   | Nie wydany                   | Nie wydany                   | Nie wydany                   | Nie wydany                   | Nie wydany                   | Nie wydany                   | Nie wydany                   | Nie wydany                   | Nie wydany                   | Nie wydany                   | Nie wydany                   | Nie wydany                   |
| „–” oznacza, że album nie był notowany na danej liście. | |                              |                              |                              |                              |                              |                              |                              |                              |                              |                              |                              |                              |                              |                              |                              |                              |                              |

## EP
| Rok                                                     | Dane dot. albumu                                                                                                  | Pozycje na listach przebojów | Pozycje na listach przebojów | Pozycje na listach przebojów | Pozycje na listach przebojów | Pozycje na listach przebojów | Pozycje na listach przebojów |
| Rok                                                     | Dane dot. albumu                                                                                                  | DEN                          | FRA                          | NZ                           | SWE                          | SWI                          | US                           |
| ------------------------------------------------------- | --- | ---------------------------- | ---------------------------- | ---------------------------- | ---------------------------- | ---------------------------- | ---------------------------- |
| 2010                                                    | Lazers Never Die - Wydany: 20 lipca - Wytwórnia: Mad Decent - Format: CD, digital download                        | –                            | –                            | –                            | –                            | –                            | –                            |
| 2011                                                    | Original Don - Wydany: 4 listopada - Wytwórnia: Mad Decent - Format: CD, digital download                         | –                            | –                            | –                            | –                            | –                            | –                            |
| 2014                                                    | Apocalypse Soon - Wydany: 25 lutego - Wytwórnia: Mad Decent, Secretly Canadian - Format: CD, digital download, LP | –                            | 141                          | 28                           | –                            | –                            | 137                          |
| 2017                                                    | Know No Better - Wydany: 1 czerwca - Wytwórnia: Mad Decent - Format: digital download                             | 32                           | 124                          | –                            | 8                            | 47                           | 91                           |
| „–” oznacza, że album nie był notowany na danej liście. | |                              |                              |                              |                              |                              |                              |

## Albumy remiksowe
| Rok  | Dane dot. albumu |
| ---- | --- |
| 2013 | Lazer Strikes Back Vol. 1 - Wydany: 25 lutego 2013 - Wytwórnia: Mad Decent - Format: Digital download                |
| 2013 | Lazer Strikes Back Vol. 2 - Wydany: 8 marca 2013 - Wytwórnia: Mad Decent - Format: Digital download                  |
| 2013 | Lazer Strikes Back Vol. 3 - Wydany: 22 marca 2013 - Wytwórnia: Mad Decent - Format: Digital download                 |
| 2013 | Lazer Strikes Back Vol. 4 - Wydany: 5 kwietnia 2013 - Wytwórnia: Mad Decent - Format: Digital download               |
| 2013 | Jet Blue Jet (Remixes) / Lazer Strikes Back Vol. 5 - Wydany: 2013 - Wytwórnia: Mad Decent - Format: Digital download |
| 2014 | Lazer Strikes Back Vol. 6 - Wydany: 2014 - Wytwórnia: Mad Decent - Format: Digital download                          |
| 2016 | Peace is the Mission (Remixes) - Wydany: 1 czerwca 2016 - Wytwórnia: Mad Decent - Format: Digital download           |

## Mixtapy
| Rok  | Dane dot. albumu                                                                                   |
| ---- | -------------------------------------------------------------------------------------------------- |
| 2009 | Major Lazer Essential Mix - dostępny przez podcast                                                 |
| 2010 | Lazerproof (gościnnie La Roux) - dostępny do pobrania za darmo                                     |
| 2010 | Major Lazer Summer Mix - dostępny przez podcast                                                    |
| 2013 | Major Lazer Workout Mix                                                                            |
| 2014 | Major Lazer’s Walshy Fire Presents: Jesse Royal – Royally Speaking - dostępny do pobrania za darmo |

## Single
| Rok  | Singel                                                                         | Pozycje na listach przebojów | Pozycje na listach przebojów | Pozycje na listach przebojów | Pozycje na listach przebojów | Pozycje na listach przebojów | Pozycje na listach przebojów | Pozycje na listach przebojów | Pozycje na listach przebojów | Pozycje na listach przebojów | Pozycje na listach przebojów | Pozycje na listach przebojów | Pozycje na listach przebojów | Pozycje na listach przebojów | Pozycje na listach przebojów | Pozycje na listach przebojów | Pozycje na listach przebojów | Pozycje na listach przebojów | Certyfikat | Album                                |
| Rok  | Singel                                                                         | AUS                          | AUT                          | BEL (FL)                     | BEL (WA)                     | DEN                          | FIN                          | FRA                          | GER                          | ITA                          | NED                          | NOR                          | NZLL                         | SPA                          | SWE                          | SWI                          | GBR                          | USA                          | Certyfikat | Album                                |
| ---- | ------------------------------------------------------------------------------ | ---------------------------- | ---------------------------- | ---------------------------- | ---------------------------- | ---------------------------- | ---------------------------- | ---------------------------- | ---------------------------- | ---------------------------- | ---------------------------- | ---------------------------- | ---------------------------- | ---------------------------- | ---------------------------- | ---------------------------- | ---------------------------- | ---------------------------- | --- | ------------------------------------ |
| 2009 | „Hold the Line” (gościnnie Mr. Lexx i Santigold)                               | –                            | –                            | –                            | –                            | –                            | –                            | –                            | –                            | –                            | –                            | –                            | –                            | –                            | –                            | –                            | –                            | –                            | | Guns Don’t Kill People... Lazers Do  |
| 2009 | „Pon de Floor” (gościnnie Vybz Kartel)                                         | –                            | –                            | –                            | –                            | –                            | –                            | –                            | –                            | –                            | –                            | –                            | –                            | –                            | –                            | –                            | 104                          | –                            | | Guns Don’t Kill People... Lazers Do  |
| 2009 | „Keep It Goin’ Louder” (gościnnie Nina Sky i Ricky Blaze)                      | –                            | –                            | –                            | –                            | –                            | –                            | –                            | –                            | –                            | –                            | –                            | –                            | –                            | –                            | –                            | –                            | –                            | | Guns Don’t Kill People... Lazers Do  |
| 2011 | „Original Don” (gościnnie The Partysquad)                                      | –                            | –                            | –                            | –                            | –                            | –                            | –                            | –                            | –                            | 98                           | –                            | –                            | –                            | –                            | –                            | –                            | –                            | | Original Don                         |
| 2012 | „Get Free” (gościnnie Amber Coffman)                                           | 39                           | –                            | 3                            | 17                           | 29                           | –                            | 59                           | 73                           | –                            | 7                            | –                            | –                            | –                            | –                            | –                            | 56                           | –                            | - AUS: złota płyta | Free the Universe                    |
| 2012 | „Jah No Partial” (gościnnie Flux Pavilion)                                     | –                            | –                            | –                            | –                            | –                            | –                            | –                            | –                            | –                            | –                            | –                            | –                            | –                            | –                            | –                            | –                            | –                            | | Free the Universe                    |
| 2013 | „Watch Out for This (Bumaye)” (gościnnie Busy Signal, The Flexican i FS Green) | –                            | 40                           | 5                            | 8                            | 14                           | –                            | 4                            | 27                           | –                            | 7                            | –                            | –                            | 46                           | 38                           | 23                           | 161                          | –                            | - FRA: platynowa płyta | Free the Universe                    |
| 2013 | „Bubble Butt” (gościnnie Bruno Mars, Tyga i Mystic)                            | 39                           | –                            | 24                           | –                            | –                            | –                            | 67                           | –                            | –                            | 65                           | –                            | –                            | –                            | –                            | –                            | 151                          | 56                           | - AUS: złota płyta | Free the Universe                    |
| 2013 | „Scare Me” (gościnnie Peaches i Timberlee)                                     | –                            | –                            | –                            | –                            | –                            | –                            | –                            | –                            | –                            | –                            | –                            | –                            | –                            | –                            | –                            | –                            | –                            | | Free the Universe                    |
| 2013 | „Jessica” (gościnnie Ezra Koenig)                                              | –                            | –                            | –                            | –                            | –                            | –                            | 142                          | –                            | –                            | –                            | –                            | –                            | –                            | –                            | –                            | –                            | –                            | | Free the Universe                    |
| 2013 | „Jet Blue Jet” (gościnnie Leftside, GTA, Razz i Biggy)                         | –                            | –                            | –                            | –                            | –                            | –                            | –                            | –                            | –                            | –                            | –                            | –                            | –                            | –                            | –                            | –                            | –                            | | Free the Universe                    |
| 2013 | „Sweat” (gościnnie Laidback Luke i Ms. Dynamite)                               | –                            | –                            | –                            | –                            | –                            | –                            | –                            | –                            | –                            | –                            | –                            | –                            | –                            | –                            | –                            | –                            | –                            | | Free the Universe                    |
| 2014 | „Aerosol Can” (gościnnie Pharrell Williams)                                    | 37                           | –                            | –                            | –                            | –                            | –                            | –                            | –                            | –                            | –                            | –                            | –                            | –                            | –                            | –                            | –                            | –                            | | Apocalypse Soon                      |
| 2014 | „Come On to Me” (gościnnie Sean Paul)                                          | –                            | –                            | –                            | 36                           | –                            | –                            | 21                           | –                            | –                            | 60                           | –                            | –                            | –                            | –                            | –                            | –                            | –                            | | Apocalypse Soon                      |
| 2015 | „Lean On” (Major Lazer & DJ Snake, gościnnie MØ)                               | 1                            | 3                            | 2                            | 3                            | 1                            | 1                            | 2                            | 4                            | 3                            | 1                            | 3                            | 1                            | 4                            | 2                            | 1                            | 2                            | 5                            | - AUS: 4× platynowa płyta - AUT: platynowa płyta - BEL: 3× platynowa płyta - DEN: platynowa płyta - GER: 3× złota płyta - ITA: 6× platynowa płyta - NZL: 4× platynowa płyta - POL: platynowa płyta - SPA: 4× platynowa płyta - SWE: 6× platynowa płyta - UK: 2× platynowa płyta - US: 2× platynowa płyta | Peace Is the Mission                 |
| 2015 | „Powerful” (gościnnie Ellie Goulding i Tarrus Riley)                           | 7                            | 55                           | 30                           | 33                           | 33                           | –                            | 78                           | 90                           | 31                           | 70                           | –                            | 20                           | –                            | –                            | 53                           | 54                           | 83                           | - AUS: platynowa płyta - ITA: platynowa płyta - NZL: złota płyta | Peace Is the Mission                 |
| 2015 | „Light It Up (Remix)” (gościnnie Nyla i Fuse ODG)                              | –                            | –                            | 4                            | 6                            | 10                           | 6                            | 12                           | 4                            | –                            | 2                            | 5                            | –                            | 14                           | 3                            | 3                            | 7                            | 75                           | - BEL: 2× platynowa płyta - GER: złota płyta - ITA: 3× platynowa płyta - NZL: platynowa płyta - UK: złota płyta - POL: złota płyta | Peace Is the Mission                 |
| 2016 | „Who Am I” (wspólnie Katy B i Craigiem Davidem)                                | –                            | –                            | –                            | –                            | –                            | –                            | –                            | –                            | –                            | –                            | –                            | –                            | –                            | –                            | –                            | 89                           | –                            | | Honey (album Katy B)                 |
| 2016 | „Cold Water” (gościnnie Justin Bieber i MØ)                                    | 1                            | 2                            | 4                            | 11                           | 2                            | 1                            | 2                            | 2                            | 6                            | 1                            | 1                            | 1                            | 6                            | 1                            | 1                            | 1                            | 2                            | - AUS: 4× platynowa - BEL: 2× platynowa płyta - CAN: 3× platynowa płyta - FRA: diamentowa płyta - GER: platynowa płyta - ITA: 3× platynowa płyta - NZL: 2× platynowa płyta - GBR: 2× platynowa płyta - USA: 3× platynowa płyta - POL: złota płyta                                                        | Music Is the Weapon                  |
| 2016 | „Believer” (Major Lazer & Showtek)                                             | –                            | –                            | –                            | –                            | –                            | –                            | 48                           | –                            | –                            | 41                           | –                            | –                            | –                            | –                            | –                            | –                            | –                            | | Music Is the Weapon                  |
| 2017 | „Run Up” (gościnnie PartyNextDoor i Nicki Minaj)                               | 27                           | 37                           | 31                           | 33                           | 23                           | –                            | 16                           | 22                           | 41                           | 14                           | 27                           | 14                           | –                            | 23                           | 25                           | 20                           | 66                           | - AUS: złota płyta - FRA: złota płyta - NZL: złota płyta | Music Is the Weapon                  |
| 2017 | „Know No Better” (gościnnie Travis Scott, Camila Cabello i Quavo)              | 34                           | 45                           | 38                           | –                            | 21                           | –                            | 18                           | 48                           | 48                           | 47                           | –                            | 32                           | 28                           | 30                           | 30                           | –                            | 87                           | | Know No Better i Music Is the Weapon |
| 2017 | „–” oznacza, że singel nie był notowany na danej liście.                       |                              |                              |                              |                              |                              |                              |                              |                              |                              |                              |                              |                              |                              |                              |                              |                              |                              | |                                      |

### Z gościnnym udziałem
| Rok  | Singel                                                           | Album                     |
| ---- | ---------------------------------------------------------------- | ------------------------- |
| 2014 | „We Make It Bounce” (singel Dillona Francisa, gościnnie Stylo G) | Money Sucks, Friends Rule |

### Pozostałe notowane utwory
| Rok                                                      | Utwór                                                               | Pozycje na listach przebojów | Pozycje na listach przebojów | Pozycje na listach przebojów | Pozycje na listach przebojów | Pozycje na listach przebojów | Pozycje na listach przebojów | Pozycje na listach przebojów | Pozycje na listach przebojów | Pozycje na listach przebojów | Pozycje na listach przebojów | Album                                                                      |
| Rok                                                      | Utwór                                                               | AUS                          | AUT                          | CAN                          | DEN                          | FRA                          | GER                          | ITA                          | NOR                          | NZL                          | SWE                          | Album                                                                      |
| -------------------------------------------------------- | ------------------------------------------------------------------- | ---------------------------- | ---------------------------- | ---------------------------- | ---------------------------- | ---------------------------- | ---------------------------- | ---------------------------- | ---------------------------- | ---------------------------- | ---------------------------- | -------------------------------------------------------------------------- |
| 2014                                                     | „All My Love” (gościnnie Ariana Grande)                             | –                            | –                            | –                            | –                            | 135                          | –                            | –                            | –                            | –                            | –                            | The Hunger Games: Mockingjay – Part 1 (Original Motion Picture Soundtrack) |
| 2015                                                     | „All My Love” (Remix) (gościnnie Ariana Grande i Machel Montano)    | –                            | –                            | 87                           | –                            | –                            | –                            | –                            | –                            | –                            | –                            | Peace Is the Mission                                                       |
| 2015                                                     | „Too Original” (gościnnie Elliphant i Jovi Rockwell)                | –                            | –                            | –                            | –                            | 143                          | –                            | –                            | –                            | –                            | –                            | Peace Is the Mission                                                       |
| 2015                                                     | „Be Together” (gościnnie Wild Belle)                                | 33                           | –                            | –                            | –                            | 150                          | –                            | –                            | –                            | –                            | –                            | Peace Is the Mission                                                       |
| 2015                                                     | „Light It Up” (gościnnie Nyla)                                      | –                            | 9                            | –                            | –                            | –                            | –                            | 4                            | –                            | 16                           | –                            | Peace Is the Mission                                                       |
| 2015                                                     | „Boom” (wspólnie z MOTi, gościnnie Ty Dolla $ign, Wizkid i Kranium) | –                            | –                            | –                            | 17                           | –                            | 95                           | –                            | 10                           | –                            | 70                           | Peace Is the Mission                                                       |
| 2017                                                     | „Buscando Huellas” (gościnnie J Balvin i Sean Paul)                 | –                            | –                            | –                            | –                            | 154                          | –                            | –                            | –                            | –                            | –                            | Know No Better                                                             |
| „–” oznacza, że singel nie był notowany na danej liście. |                                                                     |                              |                              |                              |                              |                              |                              |                              |                              |                              |                              |                                                                            |

## Remiksy
| Rok  | Artysta                             | Tytuł                                                                     |
| ---- | ----------------------------------- | ------------------------------------------------------------------------- |
| 2010 | Gyptian                             | „Hold You” (Major Lazer Remix)                                            |
| 2010 | Cajmere                             | „Percolator” (Major Lazer Remix)                                          |
| 2011 | Beastie Boys                        | „Don't Play No Game That I Can't Win” (Major Lazer Beastie Remix Edition) |
| 2012 | Hot Chip                            | „Look at Where We Are” (Major Lazer Remix)                                |
| 2012 | Hot Chip                            | „Look at Where We Are” (Major Lazer vs Junior Blender Mix)                |
| 2012 | No Doubt                            | „Settle Down” (Major Lazer Remix)                                         |
| 2012 | The Prodigy                         | „Smack My Bitch Up” (Major Lazer Remix)                                   |
| 2012 | Popcaan                             | „Party Shot (Ravin Part 2)” (Major Lazer & ETC!ETC! Remix)                |
| 2012 | Bruno Mars                          | „Locked Out of Heaven” (Major Lazer Remix)                                |
| 2013 | Bunji Garlin                        | „Differentology” (Major Lazer Remix)                                      |
| 2013 | Dada Life                           | „Boing Clash Boom” (Major Lazer Remix)                                    |
| 2013 | Konshens                            | „Gal A Bubble” (Major Lazer x Bro Safari x ETC!ETC! Remix)                |
| 2013 | Jack Beats                          | „KYD” (Major Lazer X Jack Beats Remix)                                    |
| 2013 | Machel Montano                      | „The Fog” (Major Lazer & Grandtheft Remix)                                |
| 2013 | Macklemore and Ryan Lewis           | „Can’t Hold Us” (Major Lazer Remix)                                       |
| 2014 | Dimitri Vegas & Like Mike           | „Stampede” (Major Lazer & P.A.F.F. Remix)                                 |
| 2014 | Busy Signal                         | „Watch Out For This” (Major Lazer Remix)                                  |
| 2014 | Davido                              | „Skelewu” (Major Lazer & Wiwek Remix)                                     |
| 2014 | Flipo                               | „Doh Tell Me Dat” (Major Lazer & Jr Blender Remix)                        |
| 2015 | Stromae                             | „Ave Cesaria” (Major Lazer Remix)                                         |
| 2015 | Kranium (gościnnie Ty Dolla $ign)   | „Nobody Has To Know” (Major Lazer & RickRaux Remix)                       |
| 2017 | Ed Sheeran                          | „Shape of You” (Major Lazer Remix) (gościnnie Nyla & Kranium)             |
| 2017 | Luis Fonsi (gościnnie Daddy Yankee) | „Despacito” (Major Lazer & MOSKA Remix)                                   |

## Teledyski
| Rok  | Tytuł                         | Reżyser                    |
| ---- | ----------------------------- | -------------------------- |
| 2009 | „Hold the Line”               | Ferry Gouw                 |
| 2009 | „Pon de Floor”                | Eric Wareheim              |
| 2009 | „Keep It Goin’ Louder”        | Eric Wareheim              |
| 2011 | „Original Don”                | Kyle Frere                 |
| 2012 | „Get Free”                    | SoMe                       |
| 2013 | „Jah No Partial”              | [ 54 ]                     |
| 2013 | „Watch Out for This (Bumaye)” | Jay Will (Game Over)       |
| 2013 | „Bubble Butt”                 | Eric Wareheim              |
| 2013 | „Scare Me”                    | Brandon Dermer             |
| 2013 | „Jet Blue Jet”                | Grizz Lee                  |
| 2013 | „Sweat”                       | Ryan Staake                |
| 2014 | „Aerosol Can”                 | Kyle dePinna               |
| 2014 | „Come on to Me”               | Ruben Fleischer            |
| 2014 | „Lose Yourself”               | Diplo                      |
| 2014 | „Sound Bang”                  | ADR Productions            |
| 2014 | „Doh Tell Meh Dat” (Remix)    | Kyle Seago i Andrew Franks |
| 2015 | „Lean On”                     | Tim Erem                   |
| 2015 | „Powerful”                    | James Slater               |
| 2016 | „Light It Up” (Remix)         | Sam Pilling                |
| 2016 | „Night Riders”                | KILLDEATH                  |
| 2016 | „Light It Up” (Remix)         | Rupert Burton              |
| 2016 | „Cold Water”                  | Matt Baron                 |
| 2017 | „Believer”                    | Christopher Louie          |
| 2017 | „Run Up”                      | Paul, Luc & Martin         |
| 2017 | „Run Up” (Afrosmash Remix)    | [ 73 ]                     |
| 2017 | „Know No Better”              | [ 74 ]                     |

### Teledyski z tekstami utworów
| Rok  | Tytuł                         |
| ---- | ----------------------------- |
| 2012 | „Get Free”                    |
| 2012 | „Jah No Partial”              |
| 2013 | „Bubble Butt”                 |
| 2013 | „Jessica”                     |
| 2013 | „Watch Out for This (Bumaye)” |
| 2015 | „Lean On”                     |
| 2015 | „Roll the Bass”               |
| 2015 | „Night Riders”                |
| 2015 | „Too Original”                |
| 2015 | „Be Together”                 |
| 2015 | „Blaze Up the Fire”           |
| 2015 | „Light It Up”                 |
| 2015 | „Powerful”                    |
| 2015 | „All My Love” (Remix)         |